# 联合屯泡
联合屯泡是一个位于中国内蒙古自治区[[]]的盐湖，面积约为2.92平方千米，属于蒙新高原区。它的一级流域为内流区诸河，二级流域为内蒙古内流区。